# 서원중학교 (강원)
서원중학교(書院中學校)는 대한민국 강원특별자치도 횡성군 서원면 창촌리에 있는 공립 중학교이다.

## 학교 연혁
- 1966년 12월 13일 : 서원중학교 설립인가
- 1967년 3월 20일 : 개교
- 2004년 11월 20일 : 신축교사 준공
- 2025년 1월 3일 : 제56회 졸업식(졸업생 6명, 누계 1,851명)
- 2025년 3월 1일 : 제28대 이지현 교장 부임
- 2025년 3월 4일 : 신입생 입학 3명(남 2명, 여 1명)

## 참고 자료
- 서원중학교 - 한국교육학술정보원 학교알리미